# Xylinophorus
Xylinophorus är ett släkte av skalbaggar. Xylinophorus ingår i familjen vivlar.

## Dottertaxa tillXylinophorus, i alfabetisk ordning[1]
- Xylinophorus affinis
- Xylinophorus fortimanus
- Xylinophorus foveicollis
- Xylinophorus glaucus
- Xylinophorus guntheri
- Xylinophorus heydeni
- Xylinophorus laetus
- Xylinophorus massagetus
- Xylinophorus minutus
- Xylinophorus mongolicus
- Xylinophorus mus
- Xylinophorus occultus
- Xylinophorus opalescens
- Xylinophorus pallidosparsus
- Xylinophorus penicillatus
- Xylinophorus peregrinus
- Xylinophorus persianus
- Xylinophorus procerus
- Xylinophorus prodromus
- Xylinophorus scobinatus
- Xylinophorus strigifrons
- Xylinophorus subaeneus
- Xylinophorus superciliatus
- Xylinophorus tonsus
- Xylinophorus verrucicollis
- Xylinophorus visseri